# There is nothing left to lose
There is nothing left to lose is het derde album van de Foo Fighters. Het is niet zo'n succes geworden als het vorige album, The colour and the shape. In het begin zat er bij de cd een plaktatoeage, die er hetzelfde uitzag als de tatoeage op de cover van het album.
Het nummer Next year is gebruikt als leader van de Amerikaanse tv-serie Ed.

## Tracklist
| 1.                 | Stacked actors    | 4:17 |
| 2.                 | Breakout          | 3:21 |
| 3.                 | Learn to fly      | 3:58 |
| 4.                 | Gimme stitches    | 3:42 |
| 5.                 | Generator         | 3:48 |
| 6.                 | Aurora            | 5:48 |
| 7.                 | Live-in skin      | 4:20 |
| 8.                 | Next year         | 3:52 |
| 9.                 | Headwires         | 4:37 |
| 10.                | Ain't it the life | 4:37 |
| 11.                | M.I.A.            | 4:03 |
| Totale duur: 46:20 |                   |      |